# Chrysopilus villosissimus
Chrysopilus villosissimus är en tvåvingeart som beskrevs av Paramonov 1962. Chrysopilus villosissimus ingår i släktet Chrysopilus och familjen snäppflugor. Inga underarter finns listade i Catalogue of Life.